# Vässledasjön
Vässledasjön är en sjö i Nässjö kommun i Småland och ingår i Motala ströms huvudavrinningsområde. Sjön har en area på 1,14 kvadratkilometer och ligger 213 meter över havet. Sjön avvattnas av vattendraget Svartån. Vid provfiske har bland annat abborre, braxen, gers och gös fångats i sjön.

## Delavrinningsområde
Vässledasjön ingår i det delavrinningsområde (640385-144000) som SMHI kallar för Utloppet av Vässledasjön. Medelhöjden är 232 meter över havet och ytan är 6,07 kvadratkilometer. Räknas de 5 delavrinningsområdena uppströms in blir den ackumulerade arean 162,03 kvadratkilometer. Svartån som avvattnar avrinningsområdet har biflödesordning 2, vilket innebär att vattnet flödar genom totalt 2 vattendrag innan det når havet efter 215 kilometer. Delavrinningsområdet består mestadels av skog (44 %) och jordbruk (26 %). Avrinningsområdet har 1,13 kvadratkilometer vattenytor vilket ger det en sjöprocent på 18,6 %.

## Fisk
Vid provfiske har följande fisk fångats i sjön:
- Abborre
- Braxen
- Gärs
- Gös
- Löja
- Mört
- Sarv